# バンドマン喜歌劇団
バンドマン喜歌劇団は、イギリスの興行師モーリス・バンドマン (Maurice E. Bandmann, 1872-1922) が編成した歌劇団。明治から大正期の日本に計12回来日した。

## 概要
著名な俳優夫婦の長男としてニューヨークで生まれたモーリス・バンドマンは、イギリスで俳優修業を積む。後に興行師となり、インドのカルカッタで劇場を経営する一方で、ロンドンで編成した旅興行の一座を、カルカッタを本拠地にジブラルタル、マルタ、エジプト、インド、マレー諸国、中国、日本、ジャワ島、フィリピン諸島に至る各地へ送り出した。一座が上演したのは、当時英米で愛好されていたミュージカル・コメディであった。
バンドマン喜歌劇団は1906年から1921年まで、ほぼ毎年日本を訪れた。当初は神戸と横浜での公演が主であったが、次第に東京にも進出し、1912年からは前年に開場した帝国劇場でも公演し、ロンドンで当たっていた演目を演じた。
日本での上演は英語によるもので、当時の日本人がどの程度理解したかは不明だが、1917年に旗揚げした浅草オペラの興隆に大きな役割を果たしたと言われている。またオペラ好きの徳川頼貞は、英語の勉強になると言って父親を説得し、学習院の友人たちと観劇している。
主宰者バンドマンは1922年にジブラルタルで49歳で病死したが、彼の一座は1930年代後半まで活動を続けた。

## 来日公演
「バンドマン喜歌劇団来日公演表」より抜粋

### 1906年 (明治39)
- 5月14日-16日 神戸体育館 「伯爵と女 (The Earl and the girl)」「闘牛士 (The Toreador)」「おてんば娘 (Lady Madcap)」
- 5月19日-6月2日 横浜PH（パブリック・ホール） 「おてんば娘」「伯爵と女」「青二才 (The Spring chicken)」他
- 6月4日 神戸体育館 「ヴェロニック (Veronique)」

### 1907年 (明治40)
- 9月3日-6日 神戸体育館 「メイフェアの美女 (The belle of Mayfair)」「ブルー・ムーン (Blue moon)」「カントリー・ガール (A country girl)」他
- 9月9日-14日 横浜PH 「メイフェアの美女」「バースの美人 (The beauty of Bath)」「伯爵と女」他
- 9月16日-20日 東京YMCA 「メイフェアの美女」「カントリー・ガール」「蘭 (The orchid)」他
- 9月21日-23日 横浜PH 「酪農場の女 (Dairymaids)」「シーシー (See see)」
- 9月25日 神戸体育館 「バースの美人」

### 1908年 (明治41)
- 4月25日-27日 神戸体育館 「ゴッテンベルクの女 (Girls of Gottenberg)」「メリー・ウィドー (The Merry Widow)」
- 4月29日-5月18日 横浜PH 「ゴッテンベルクの女」「オランダのミス・フック (Miss Hook of Holland)」「アメイシス (Amasis)」他
- 5月21日 神戸体育館 「オランダのミス・フック」

### 1909年 (明治42)
- 7月13日-15日 神戸体育館 「陽気なゴードン (The Gay Gordons)」「ワルツの夢 (A Waltz dream)」「メリー・ウィドー」
- 7月19日-26日 横浜ゲーテ座 「陽気なゴードン」「ヴェロニック」「メリー・ウィドー」他
- 7月29日 神戸体育館 バラエティ・ショー

### 1910年 (明治43)
- 5月31日-6月2日 神戸体育館 「アルカディアの人々 (The Arcadians)」「我らのミス・ギブス (Our Miss Gibbs)」「ダラー・プリンセス (The Dollar Princess)」
- 6月4日-11日 横浜ゲーテ座 「アルカディアの人々」「いとしのデンマーク (Dear little Denmark)」「ワルツの夢」「我らのミス・ギブス」他
- 6月13日-14日 神戸体育館 「いとしのデンマーク」「カドニアの王様 (The King of Cadonia)」

### 1911年 (明治44)
- 5月27日-29日 神戸体育館 「チョコレートの兵隊 (The Chokolate soldier)」「バルカンの王女様 (The Balkan princess)」
- 6月1日-10日 横浜ゲーテ座 「バルカンの王女様」「クエーカー・ガール (The Quaker girl)」「我らのミス・ギブス」他
- 6月11日-13日 有楽座 「バルカンの王女様」「メリー・ウィドー」「ワルツの夢」
- 6月14日 横浜ゲーテ座 「ワルツの夢」

### 1912年 (明治45)
- 6月14日-15日 神戸体育館 「ペギー (Peggy)」「ルクセンブルク伯爵 (Count of Luxembourg)」
- 6月16日-19日 大阪弁天座 「ペギー」「日本娘 (The Mousme)」「クエーカー・ガール」他
- 6月20日-22日 京都座 「ペギー」「日本娘」「クエーカー・ガール」
- 6月24日-30日 帝国劇場 「ペギー」「ニューヨーク美人 (The Bell of New York)」「クエーカー・ガール」他[10]
- 7月1日-10日 横浜ゲーテ座 「クエーカー・ガール」「ルクセンブルク伯爵」「チョコレートの兵隊」他

### 1913年 (大正2)
- 5月10日-12日 神戸体育館 「秋の大演習 (Autumn maneuvers)」「タクシーの女 (The girl in the taxi)」
- 5月14日-24日 横浜ゲーテ座 「秋の大演習」「ジプシーの恋 (Gypsy love)」「ピンク・レディ (Pink lady)」
- 5月26日-28日 帝国劇場 「ジプシーの恋」「ピンク・レディ」「タクシーの女」[10]

### 1914年 (大正3)
- 6月20日-22日 神戸体育館 「オー・オー・デルフィン (Oh! Oh! Delphine)」「ユタから来た娘 (The girl from Utah!)」
- 6月24日-25日 横浜ゲーテ座 「オー・オー・デルフィン」「どうぞこちらへ (Step this way)」
- 6月26日-7月2日 帝国劇場 「婚礼市場 (The marriage market)」「オー・オー・デルフィン」「ユタから来た娘」他[10]
- 7月3日-8日 横浜ゲーテ座 「婚礼市場」「ダンスの先生 (The dancing Mistress)」「映画の女 (The girl in the film)」他

### 1916年 (大正5)
- 6月17日 神戸体育館 「今夜だ 今夜だ (Tonight's the night)」
- 6月20日-24日 横浜ゲーテ座 「今夜だ 今夜だ」「活動の女王 (The cinema star)」「気むずかし屋 (Grumpy)」他
- 6月26日-30日 帝国劇場 「今夜だ 今夜だ」「活動の女王」「ベッティ (Betty)」他[10]
- 7月1日 横浜ゲーテ座 「国に留まった男 (The man who stayed at home)」
- 7月3日 神戸体育館 「気むずかし屋」

### 1917年 (大正6)
- 4月21日 神戸体育館 「歓楽の薬 (底抜け騒ぎ) (The high jinks)」
- 4月24日-26日 横浜ゲーテ座 「歓楽の薬」「ミスター・マンハッタン (Mr. Manhattan)」
- 4月27日-5月2日 帝国劇場 「歓楽の薬」「田舎兄弟倫敦見物 (The Bing boys are here)」「花やもめ (メリー・ウィドウ)」他[10]
- 5月3日-5日 横浜ゲーテ座 「セオドル商会 (Theodore Co.)」「田舎兄弟倫敦見物」「シロの女 (The girl from Ciro's)」
- 5月7日 神戸体育館 「ミスター・マンハッタン」

### 1921年 (大正10)
- 5月21日-30日 帝国劇場 「ブラン・パイ (Bran pie)」「オー・ジョイ (Oh! Joy)」「ゼ・キッス・コール (The kiss call)」他[10]
- 6月1日-9日 横浜ゲーテ座 「ブラン・パイ」「オー・ジョイ」「アフガー (Afgar)」他
- 6月11日-12日 大阪中央公会堂 「バズ・バズ (Buzz Buzz)」「新しい女店員 (The new shop girl)」
- 6月13日-14日 京都YMCA (演目不明)
- 6月19日-21日 神戸衆楽館 「アフガー」「ゴーイングアップ (Going up)」「ブラン・パイ」
- 6月22日-23日 神戸体育館 「アイリーン (Irene)」「オー・ジョイ」

## 参考資料
- 日本オペラ史. 増井敬二著, 昭和音楽大学オペラ研究所編, 水曜社, 2003
- Maurice E. Bandmann and the Beginnings of a Global Theatre Trade / Christopher Balme. Journal of Global Theatre History, v.1, n.1, 2016, pp34-45 2020年4月13日閲覧。